# Bauchi
Bauchi   este un oraș  în  Nigeria. Este reședința  statului  Bauchi.